# Daurade (Toulouse)
Koordinaten: 43° 36′ N, 1° 26′ O

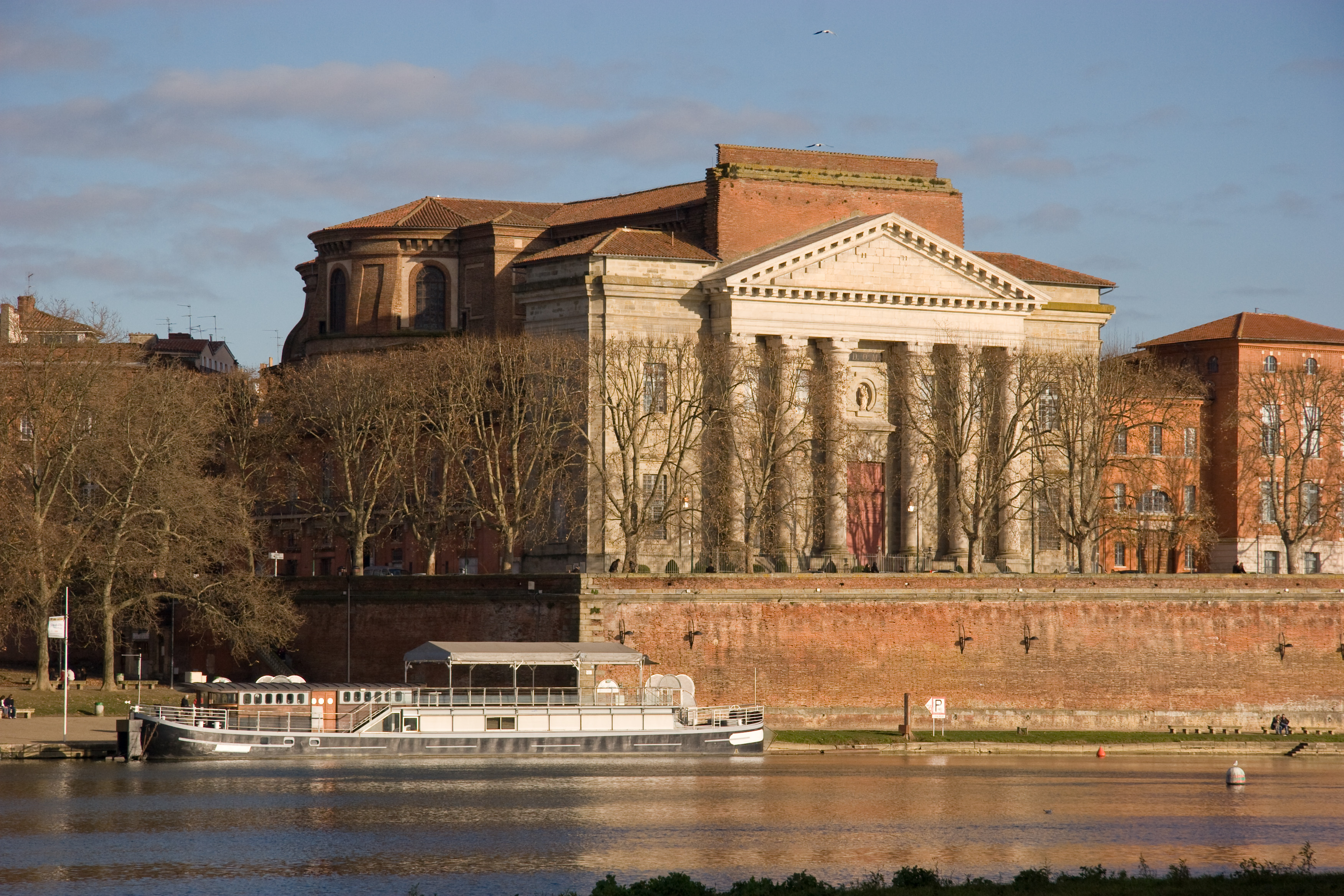
Die neue Basilika Notre-Dame de la Daurade, links davon der Place de la Daurade (ehemaliger Hafen)

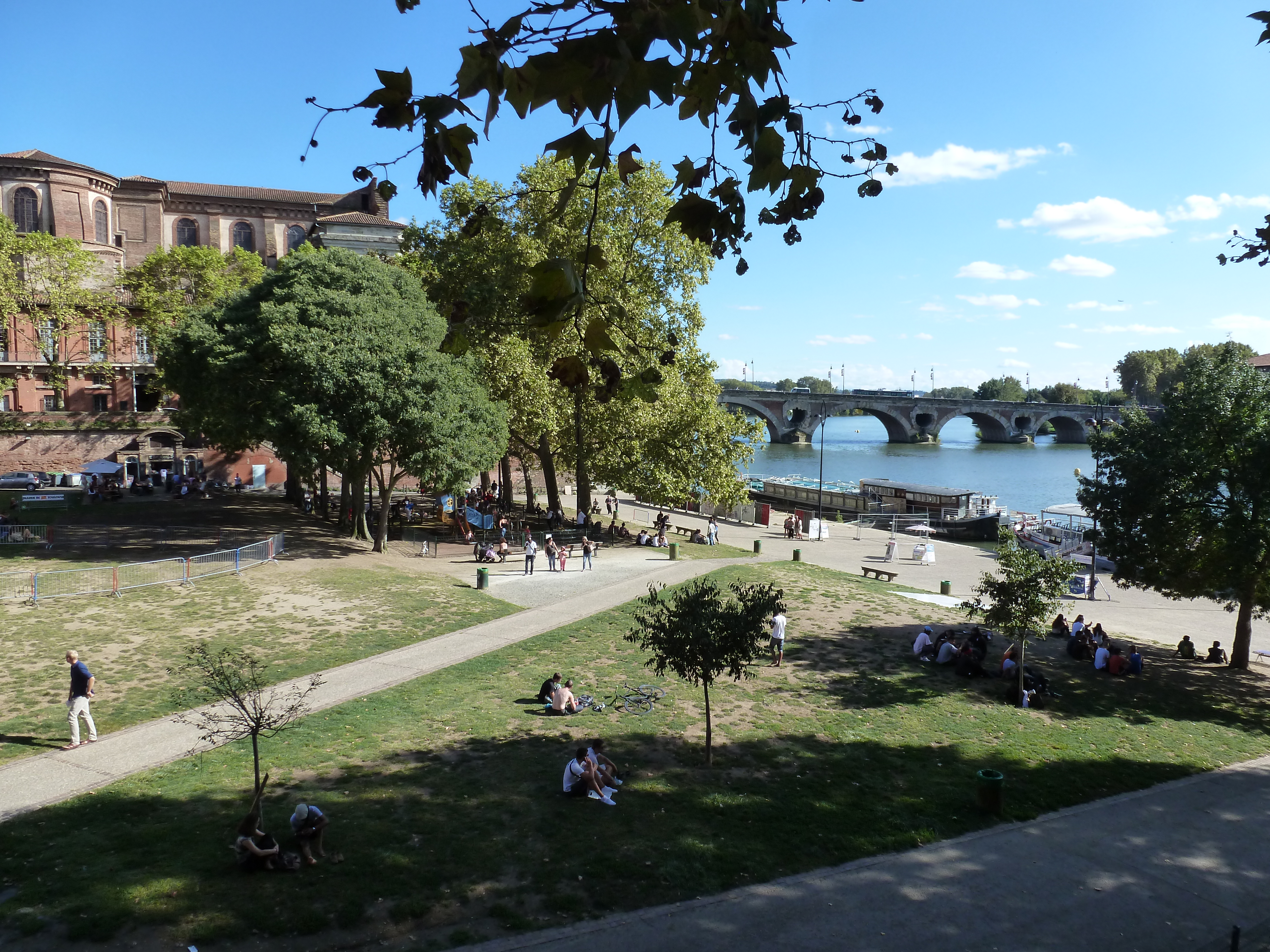
Place de la Daurade, im Hintergrund die Basilika und die Pont Neuf

La Daurade ist ein kleines historisches Stadtviertel in der Innenstadt der südfranzösischen Stadt Toulouse. Es liegt am östlichen Ufer der Garonne, südlich des Quartier du Capitole (zu dem es oft gezählt wird) und westlich von Esquirol. Daurade gehört zum heutigen Quartier n° 1 (Toulouse centre) sowie zum  Kanton Toulouse-1. Vom Mittelalter bis zur Revolution war Daurade ein Capitoulat, also eines der Stadtviertel, das einen Ratsherrn (Capitoul) wählte.
Der Name „Daurade“ bezieht sich auf die Basilika Notre-Dame de la Daurade. Diese entstand bereits in römischer Zeit aus einem Apollontempel. „Daurade“ ist eine  verschliffene Form von „Deaurata“ (von Gold bedeckt) und bezog sich auf die prachtvollen Mosaike der Kirche. Die Kirche und das angeschlossene Benediktiner-Kloster entwickelten sich zu einem wichtigen Ort der Marienverehrung.
Der neben der Kirche gelegene Port de la Daurade war lange Zeit der wichtigste Hafen der Stadt und ein Drehpunkt für den Flusshandel entlang der Garonne. Daneben befand sich vom 12. Jahrhundert bis 1639 die Garonnebrücke Pont de la Daurade. Des Weiteren war Daurade im Mittelalter einer von drei Standorten von Wassermühlen, die einen Teil der Garonne mittels Mühlenwehren aufstauten. Die Moulins de la Daurade wurden aber um 1400 nach einem langen Konflikt mit den beiden anderen Toulouser Mühlenwehren Bazacle und Château-Narbonnais aufgegeben.
Im 18. Jahrhundert war die Kirche stark verfallen und wurde schließlich abgerissen, um einem geplanten Neubau und der Konstruktion der hohen Quai-Promenade Platz zu machen. Der Neubau der Kirche wurde aber durch die Revolutionswirren verzögert und erst Ende des 19. Jahrhunderts endgültig abgeschlossen.
Auch der Hafen war im Niedergang begriffen, nachdem sich die Schifffahrt auf den Canal du Midi und den Canal de Garonne verlagert hatte und schließlich gänzlich durch Eisenbahn- und Straßenverbindungen ersetzt wurde. Heute legen an der Stelle nur noch kleine Ausflugsboote an. Das ehemalige, auf Flussniveau befindliche Hafengelände ist heute eine parkähnliche Grünfläche, welche über eine Rampe mit den höher gelegenen Wohnhäusern verbunden ist. Die Grünfläche bildet zusammen mit der sie umgebenen Straße den Place de la Daurade.
Flussabwärts ist Daurade über den Quai Lucien Lombard mit Place und Pont Saint-Pierre verbunden, flussaufwärts über den Quai de la Daurade mit der Pont Neuf.

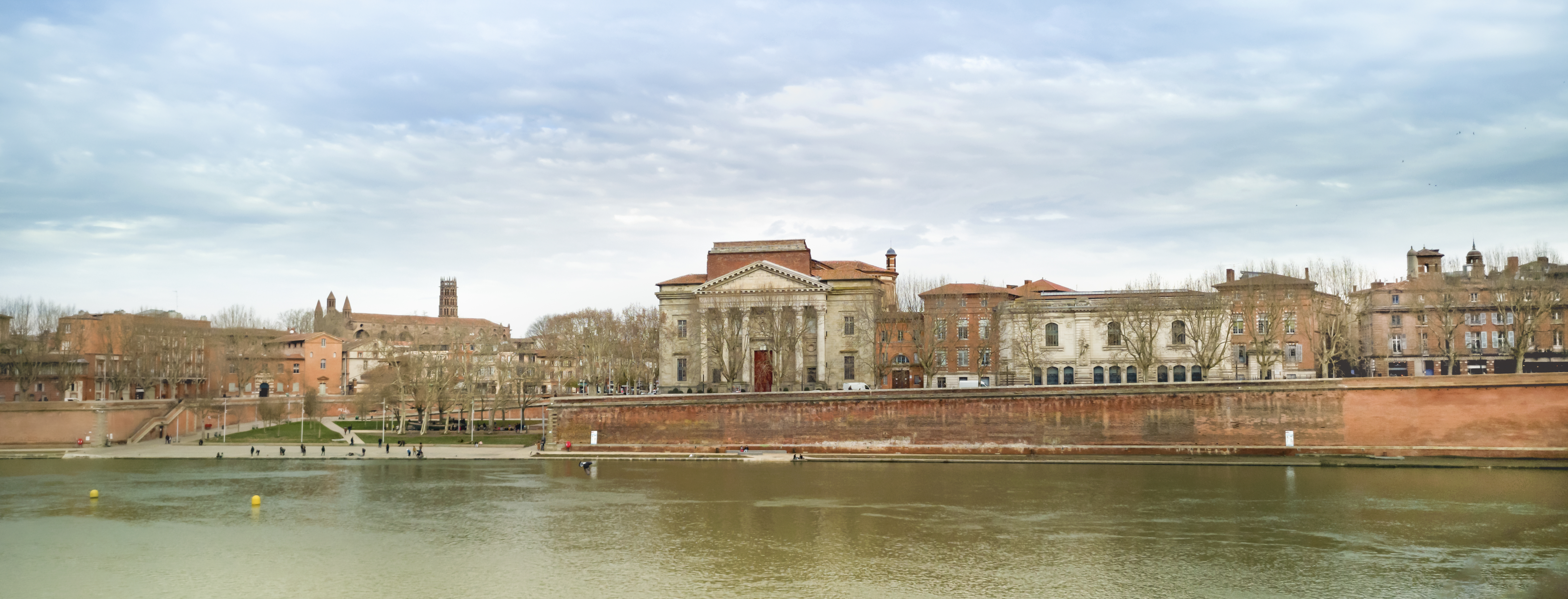
Blick auf das Viertel von der Garonne.